# Сандрацький заказник
Сандрацький — загальнозоологічний заказник місцевого значення. 
Оголошений відповідно до рішення 9 сесії 22 скликання Вінницької обласної ради від 28.03.1997 р.
Ділянка загальнозоологічного заказника «Санцрацький» розташована у Хмільницькому районі на Сандрацькому водосховищі, яке створене в 1961 р. на р. Південний Буг під час перекриття греблі для Сандрацької ГЕС. Площа вотосховища становить 499,1 га, яке закріплено за Хмільницькою райрадою УТМР.
У даний час водосховище має середню глибину півтора метра. Водосховище частково заросше рогозом, очеретом, іншою водяною рослинністю завдяки чому створились хороші гніздові умови для водоплавних птахів: крижня, лиски та інших. Так, за даними обліку від 30 липня 1996 року на водосховищі налічується: крижень — 3600 ос., лиска — 3000 ос., норці — 500 ос., чирки — 400 ос., іншої річкової качки — 1000 ос.
На водосховищі гніздяться лебеді-шипуни, кулики, грицик великий, чайка, сіра та руда чаплі, бугай, лунь очеретяний.
Водосховище є одним з місць, де зустрічаються ондатра, видра, бобер.
Із риб у водосховищі водяться: сом, щука, білизна, судак, головень, окунь, короп, карась, лин, товстолобик, білий амур, плітка та інші види риб.
Водосховище служить місцем перепочинку тисячам перелітних водоплавних птахів.